# Criccieth

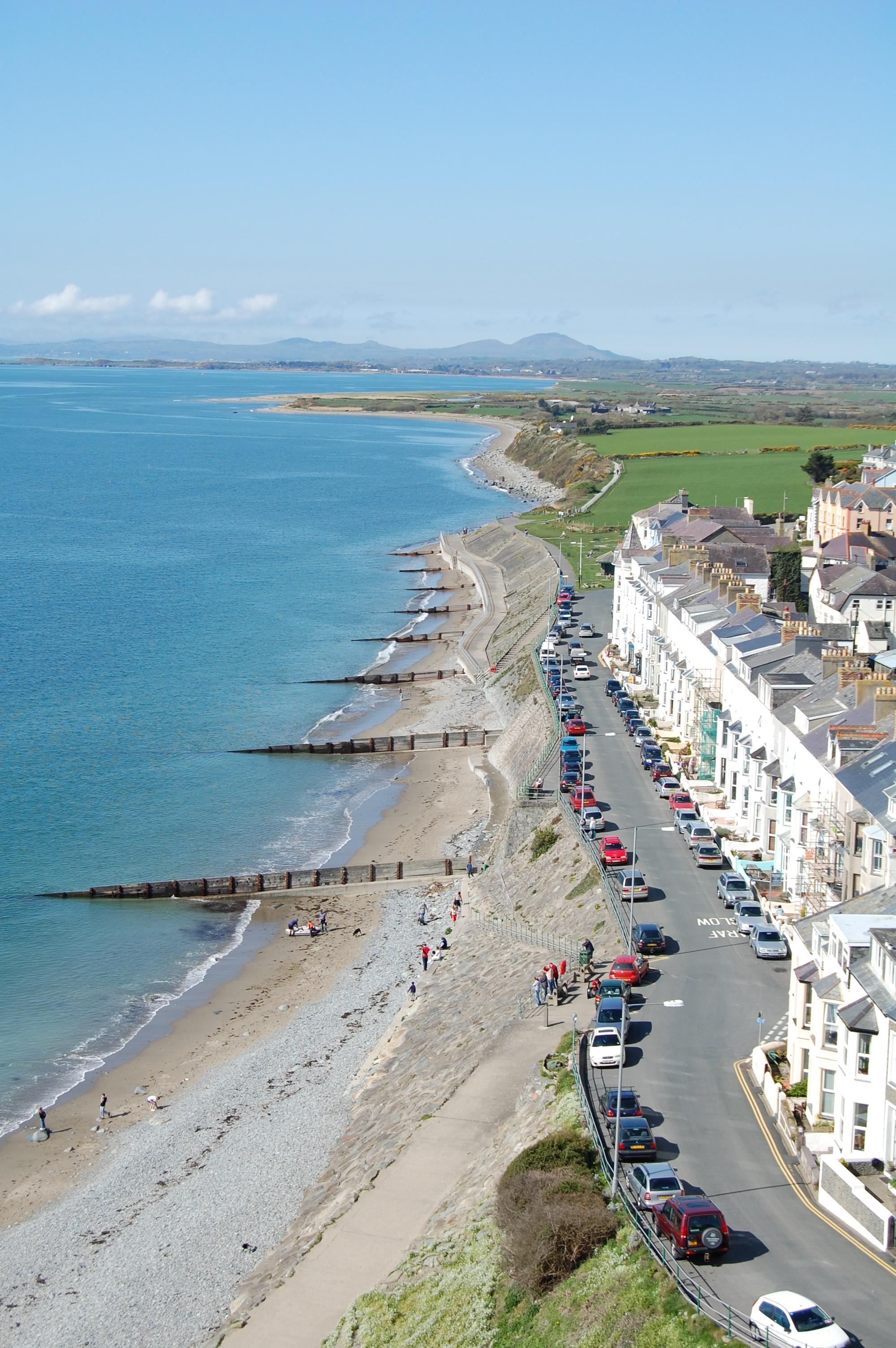
Spiaggia di Criccieth

Criccieth (in gallese:  Cricieth; 1 800 ab. ca.) è una località balneare del Gwynedd, nel Galles nord-occidentale, situata nella Penisola di Lleyn ed affacciata sulla Baia di Cardigan (Mare d'Irlanda).

## Geografia fisica

### Collocazione
Criccieth si trova nella parte sud-orientale della Penisola di Lleyn, tra le località di Pwllheli (situata a circa 15 km ad ovest di Criccieth) e di Porthmadog (circa 7 km ad est).

### Popolazione
Al censimento del 2001, la cittadina contava 1 826 abitanti.

## Galleria d'immagini

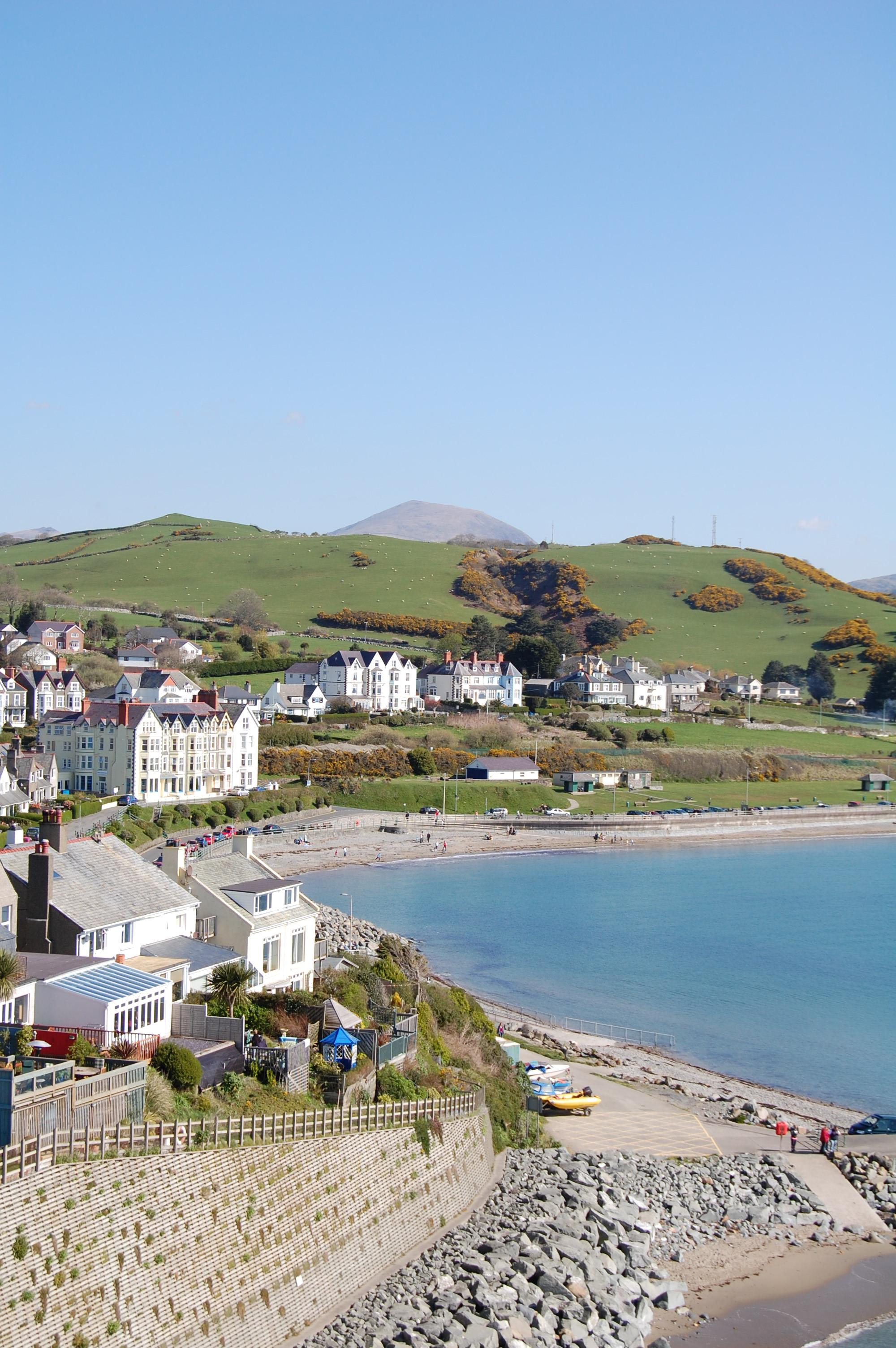
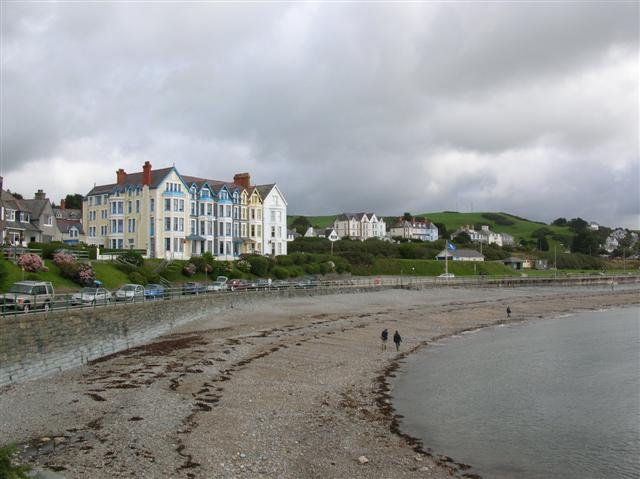
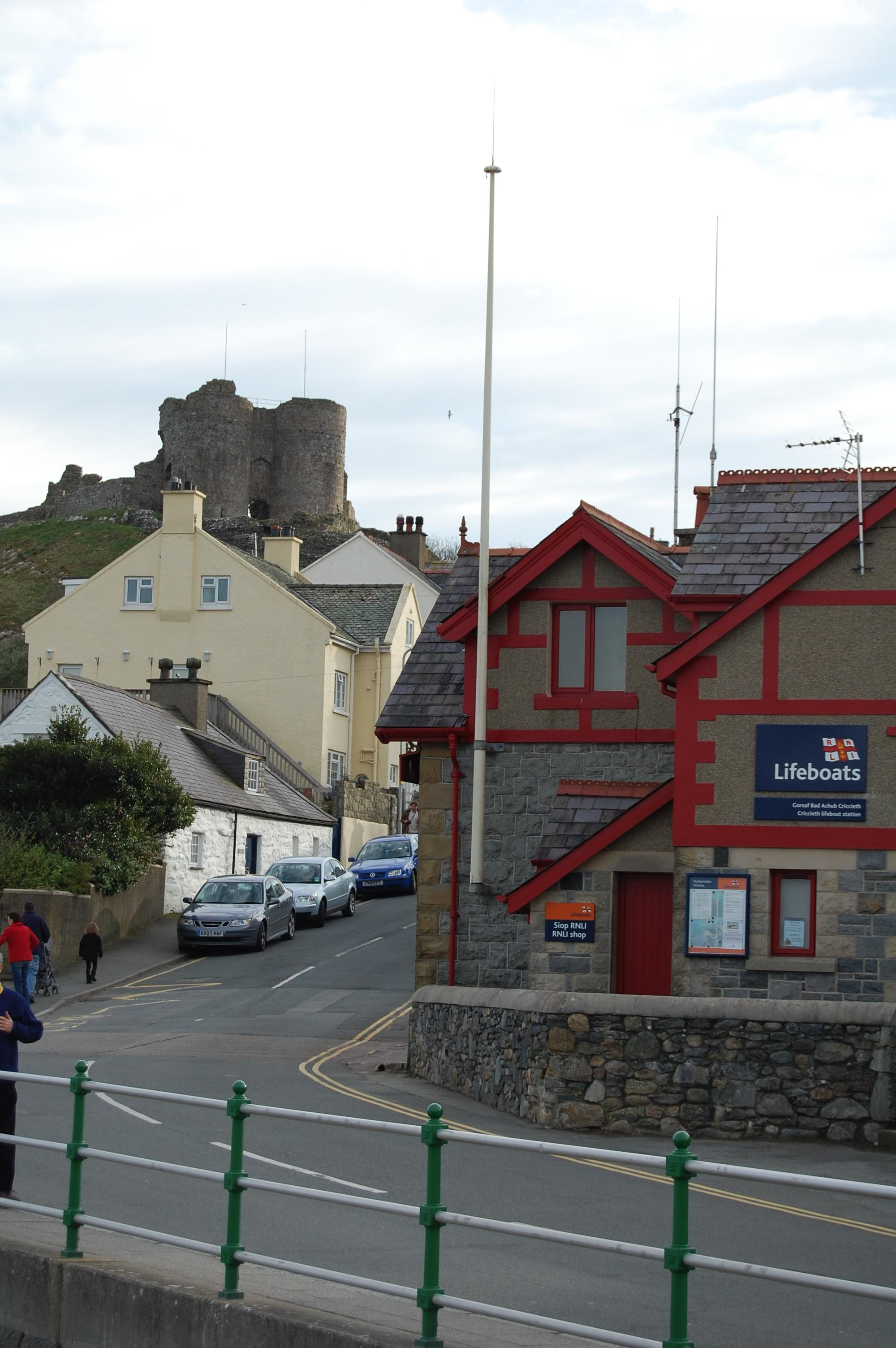
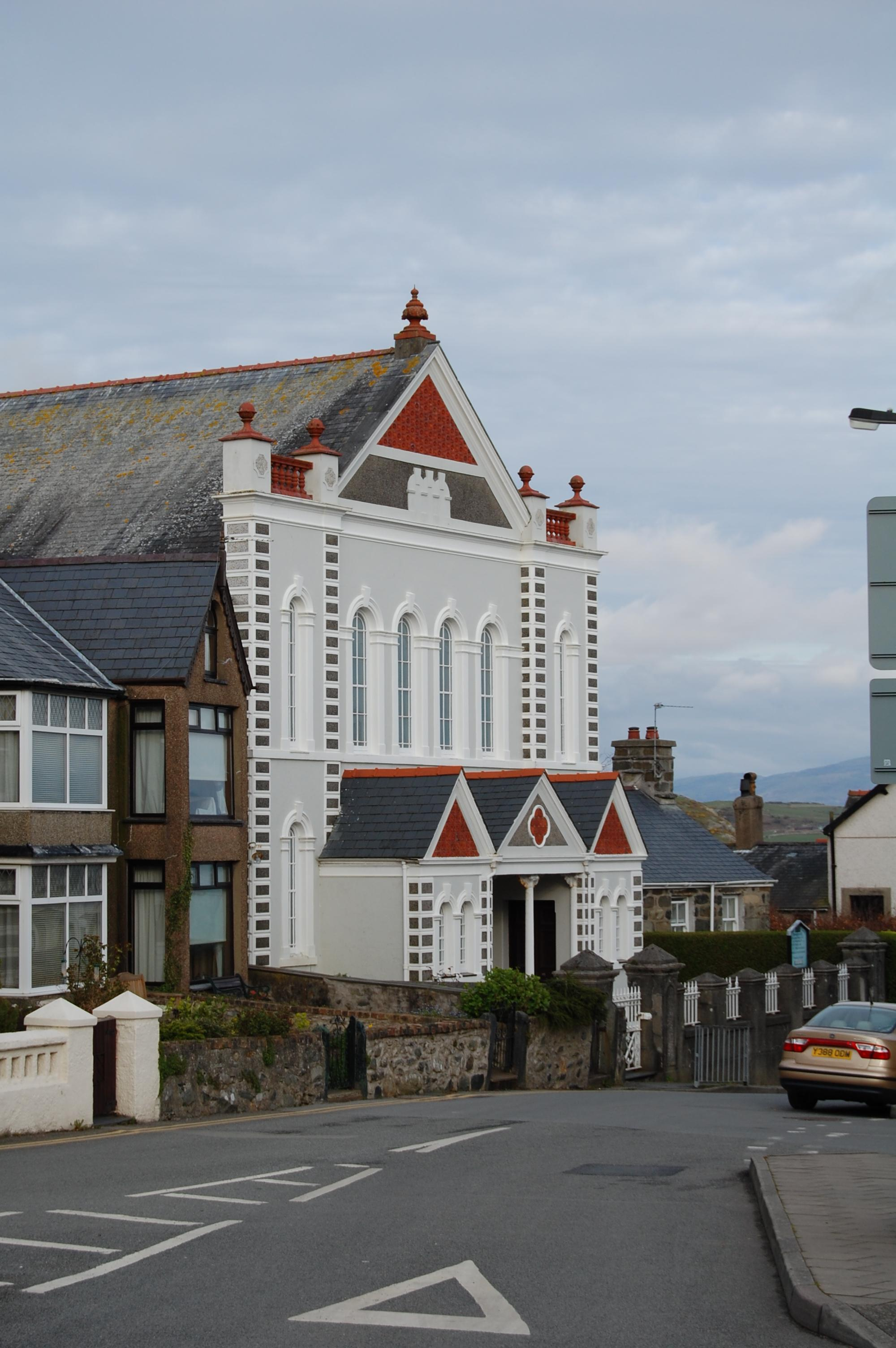

## Economia

### Edifici e luoghi d'interesse
- Rovine del Castello
- St Deiniol's Church